# Schœneck
Schœneck (deutsch Schöneck oder Schönecken) ist eine französische Gemeinde mit 2442 Einwohnern (Stand: 1. Januar 2022) im Département Moselle in der Region Grand Est (bis 2016 Lothringen). Sie gehört zum Arrondissement Forbach-Boulay-Moselle. In der ortsansässigen Bevölkerung ist Deutsch weit verbreitet. Für viele Deutsche ist Schœneck vor allem am Wochenende ein beliebtes Einkaufsziel, wie auch umgekehrt viele Franzosen in Saarbrücken einkaufen.

## Geografie
Die Gemeinde Schœneck liegt an der deutsch-französischen Grenze gegenüber dem Saarbrücker Stadtteil Gersweiler. Das bebaute Gebiet der Gemeinde reicht dabei im Westen und Norden direkt an die Grenze heran. Im Süden geht das Gemeindegebiet mit der ehemaligen Bergbausiedlung Quartier Stephanie nahtlos in das Gebiet der Stadt Stiring-Wendel über. Im Gemeindegebiet zeugen noch große Restlöcher und Halden von der langen Bergbautradition im Ort (Schacht Simon, Teufelspfort und Vier Pfosten).

## Bevölkerungsentwicklung
| Jahr      | 1962 | 1968 | 1975 | 1982 | 1990 | 1999 | 2007 | 2019 |
| Einwohner | 1882 | 2128 | 2422 | 2541 | 2375 | 2761 | 2742 | 2491 |

Viele deutsche Arbeitnehmer zieht es aufgrund der günstigeren Besteuerung nach Frankreich und hier gern in das grenznahe Schœneck. Dadurch hat sich die Gemeinde entsprechend entwickelt.

## Wappen
Der Wappenkopf erinnert an die Grafen von Leiningen, der Becher symbolisiert die ehemalige, 1777 gegründete Glashütte im Ort, die Grubenlampe steht für den früheren Steinkohlenbergbau.

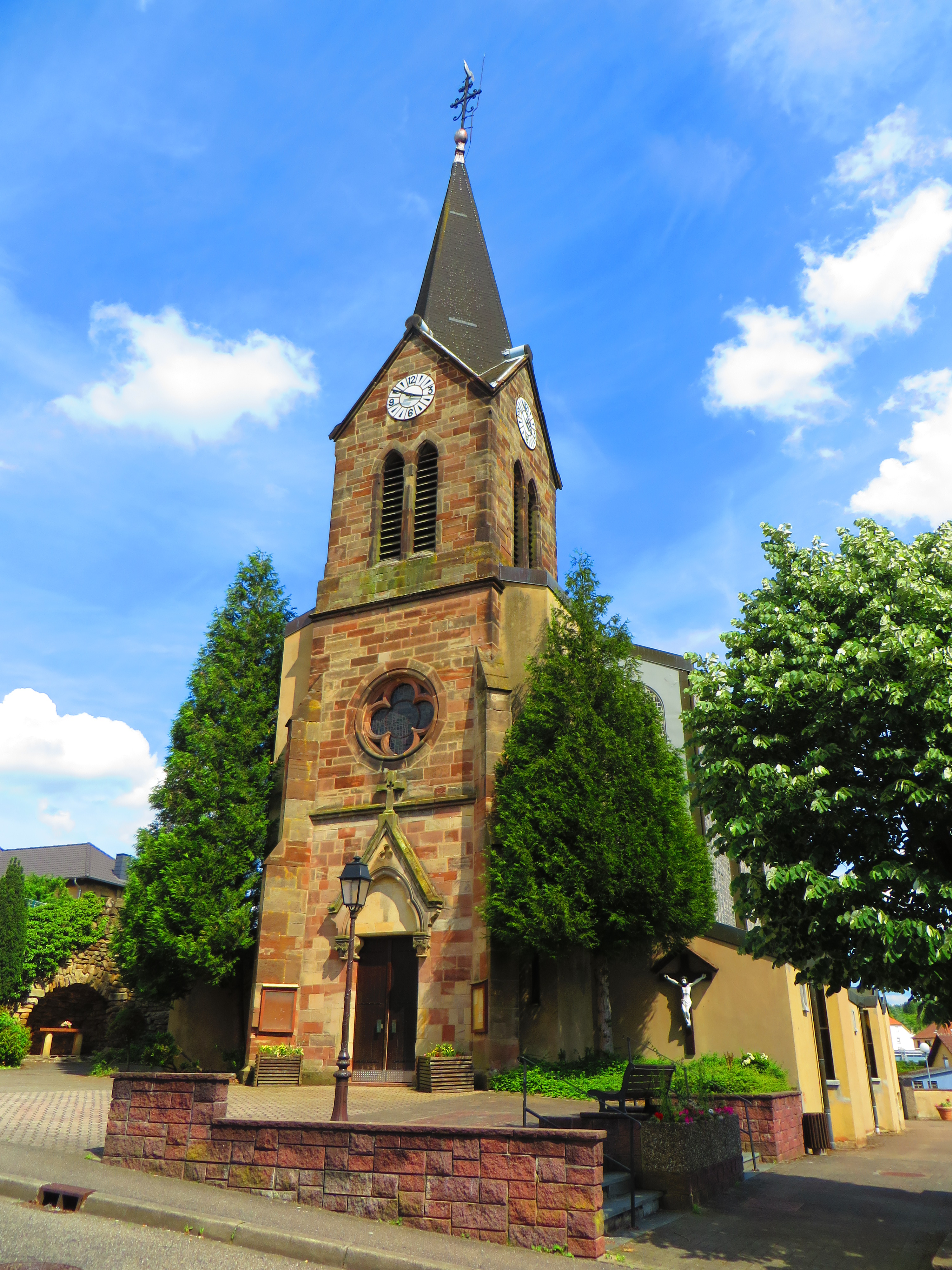
Kirche St. Joseph

## Gemeindepartnerschaft
Seit April 2012 und der 350-Jahr-Feier des benachbarten Saarbrücker Stadtteils Klarenthal ist Schœneck mit diesem partnerschaftlich verbunden.